# Mrakodol
Mrakodol (szerbül: Мракодол), falu Bosznia-Hercegovinában, Bosanska krajina területén, Kostajnica községben, a Szerb Köztársaságban. 

## Fekvése
Bosznia-Hercegovina északnyugati részén, Banja Lukától légvonalban 71, közúton 96 km-re északnyugatra, községközpontjától 2 km-re délnyugatra, 150 – 300 méteres tengerszint feletti magasságban, az Una jobb partjától délre húzódó dombvidéken fekszik. Mrakodol település két irányban húzódik, az egyik az Una folyó völgye, a másik a Strigova folyó völgye mentén. Az Una folyó mentén húzódó részt Briševcinek hívják. A második rész, Rijeka nem rendelkezik egyértelmű határral, mert azt a részt fedi le, amely közvetlenül kapcsolódik Bubnjaricához, amely Kostajnica része, majd csatlakozik a Briševactól a település belsejébe vezető úthoz. A település a lakosság számához képest viszonylag nagy területű, Kostajnica község teljes területének több mint egyötödét (20%) foglalja el. Földrajzi és talajtani adottságait tekintve Mrakodol falu Kostajnica község Dolina Strigova nevű kistérségéhez tartozik.
Mrakodol egy meglehetősen nagy, szétszórt típusú település. A település egyik része a két önkormányzati központot, Kostajnicát és Novi Gradot összekötő főút mentén fekszik. A Mrakodol - Briševci településrész egy kompakt típusú település, mely természetes kapcsolatot jelent Grdanovac falu és maga Kostajnica között. A településnek ezen a részén az Una folyó mellett számos nyaraló található, valamint itt ömlik az Unába a Strigova folyó. Mrakodol - Rijeka település másik része a Strigova folyó völgyében található. A település fiziognómiája szerint Mrakodol falunak ez a része nagyon hasonlít a Kostajnica község Gonji fennsíkját alkotó többi községhez. Ami az urbanizációt illeti, a Kostajnica város területével szomszédos település egy része magának a városnak a szerves részévé nőtte ki magát. Hasonló a helyzet, csak nagyobb léptékben, Tavija településsel is.

## Népessége
| Nemzetiségi csoport | Népesség 1991 | Népesség 2013 |
| ------------------- | ------------- | ------------- |
| Szerb               | 311           | 307           |
| Bosnyák             | 47            | 19            |
| Horvát              | 1             | 3             |
| Jugoszláv           | 0             | 1             |
| Egyéb               | 0             | 3             |
| Összesen            | 359           | 333           |

## Története
Mrakodol község régészeti lelőhelyei közül két jelentősebb lelőhely található. Az első egy vaskohó a rómaiak idejéből Briševci faluban. A második az őskori és középkori település, az Oštra glavica lelőhelyen (késő bronz- és vaskor, valamint kora középkor).
A település 1878-ig tartozott az Oszmán Birodalomhoz, ekkor a berlini kongresszus határozata alapján az Osztrák-Magyar Monarchia része lett. 1879-ben az első osztrák-magyar népszámlálás során a Kostajnicai járáshoz tartozó község részeként a településnek 43 háztartása és 250 ortodox szerb lakosa volt.1910-ben a Kostajnicai járásba tartozó Mrakodol községben 107 háztartást, 593 ortodox szerb és 34 katolikus horvát lakost találtak.A monarchia szétesésével 1918-ben előbb a Szerb-Horvát-Szlovén Királyság, majd 1929-től a Jugoszláv Királyság része. 1921-ben a községnek 100 háztartása és 683 lakosa volt. Jugoszlávia megszállása után a falu a Független Horvát Állam (NDH) része lett. 1945-től a település a szocialista Jugoszlávia része volt. A Bosznia-Hercegovinában zajló polgárháború idején a település a Boszniai Szerb Köztársaság része volt. A daytoni békeszerződést követő területfelosztásnál a település, Kostajnica község részeként a Szerb Köztársaság területéhez került.

## Gazdaság
Mrakodol település kettős fekvésének megfelelően itt is két jól elkülönülő mezőgazdasági övezet található. Az első az Una folyó mentén, a második a Strigova folyó mentén. Az Una folyó menti területen kukorica-, búza-, árpa- és egyéb gabonaföldek váltakoznak. A Strigova folyó menti második övben a vízfolyás mindkét oldalán keskeny mezők találhatók, ahol elsősorban kukoricát vetnek. Ebben a két övezetben az emberek ma is állattenyésztéssel foglalkoznak, sertést, szarvasmarhát és baromfit nevelnek.
Az itt kitermelt ásványi nyersanyag a diabáz kőzet, amely a Strigova völgyében található településrészen található, és amely a legjobb minőségű beton előállítására, de utak és autópályák építésére is felhasználható.

## Kultúra
- A mrakodoli kultúrházat sajnos csak ritkán használják helyiek összejövetelére, és meglehetősen elhanyagolták.[3]

- A sport-rekreációs infrastruktúrából említésre méltó az itt található vadászház.[3]

## Nevezetességei
- Mrakodol település szakrális épülete az ortodox templom, amelyet Szent Lázár cárnak szenteltek, a másik neve pedig Szent Vid. Ebben a templomban nem rendszeresen, hanem csak alkalmanként tart istentiszteletet az a pap, aki kostajnicai Szentháromság templomban végzi szolgálatát. A helyiek tudják, mikor kell összegyűlni e templom körül a nagyobb ünnepekre és más alkalmakra.[3]

- Briševići – 2. – 4. századi római vaskohó maradványai. A talajban egy méter mélységig találhatók kohósalak, téglatörmelék és kerámiatöredékek.[5]

- Oštra Glavica – őskori és középkori település maradványai. A részben erodálódott lelőhely platójának déli oldalán található őskori és középkori kerámiatöredékek. A település korát részben a bronzkorra és a vaskorra, részben pedig a kora középkorra teszik.[5]

## Fordítás
- Ez a szócikk részben vagy egészben  a(z)   Мракодол című szerb Wikipédia-szócikk ezen változatának fordításán alapul.  Az eredeti cikk szerkesztőit annak laptörténete sorolja fel. Ez a jelzés csupán a megfogalmazás eredetét és a szerzői jogokat jelzi, nem szolgál a cikkben szereplő információk forrásmegjelöléseként.